# 清崎站

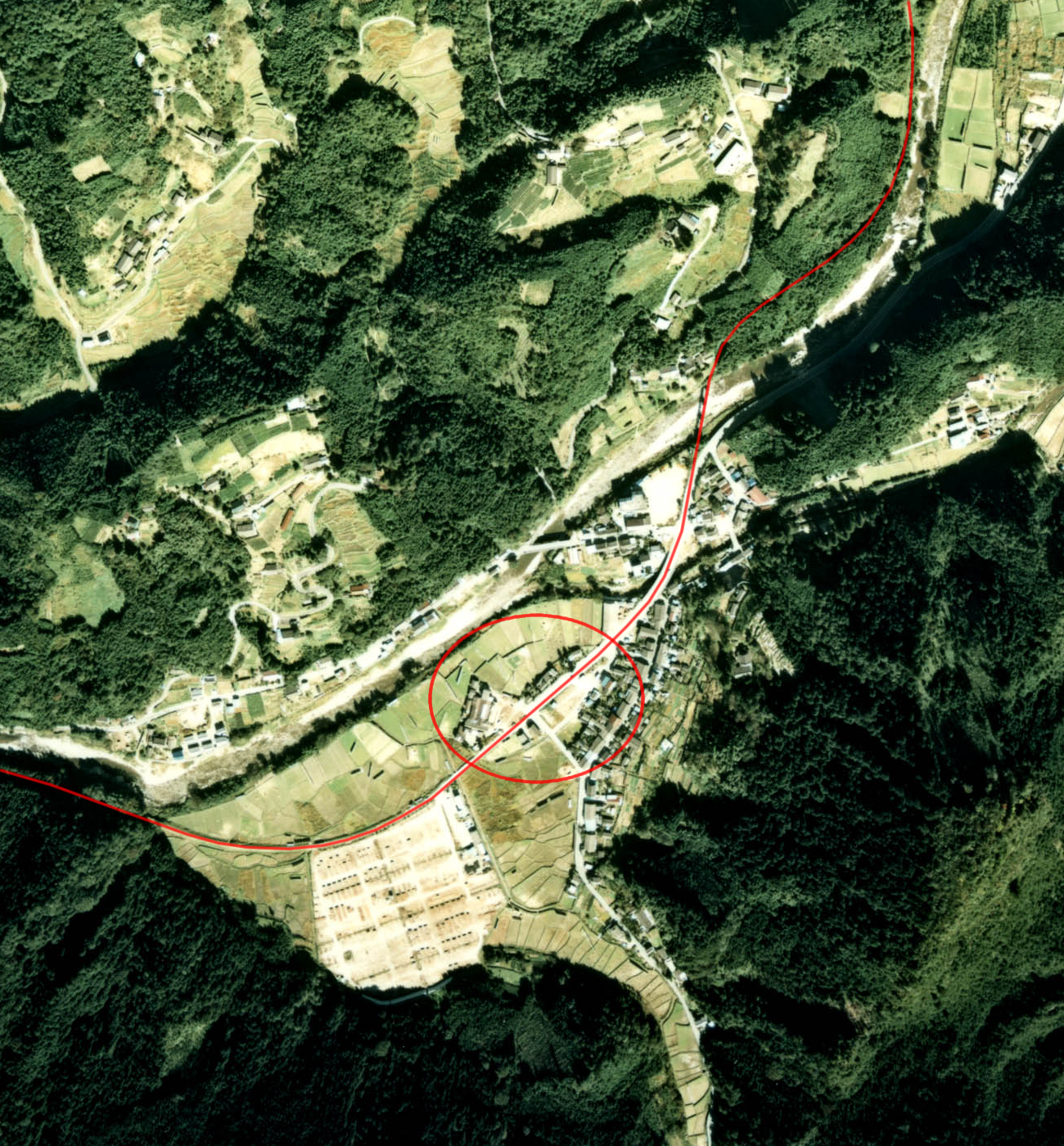
在1977年的清崎站遺址與周邊地方。紅色圓圈的地方是車站遺址附近。紅線是田口線的廢線遺跡。

清崎站（日语：／ Kiyosaki eki */?）是位於愛知縣北設樂郡設樂町清崎，豐橋鐵道田口線的鐵路車站（廢站）。

## 歷史
清崎站在1930年（昭和5年）12月10日由田口鐵道開設。
田口鐵道是連接現時JR飯田線本長篠站與北設樂郡設樂町之間的鐵路。而此站是在第二期線，即三河海老站至此站之間開通時啟用，當時為終點站。而第三期線在2年後的1932年（昭和7年）開通，當時從此站延伸至三河田口站，在第三期線開通後，田口鐵道全線開通。

車站所位處的清崎是連接豐橋和長野縣飯田之間的伊那街道中其中一個途經的地區。在車站南邊的東田內地區（舊萩平村，於愛知縣立田口高等學校周邊），是伊那街道上其中一個宿場。
在1956年（昭和31年）10月1日，田口鐵道合併至豐橋鐵道後，此站成為豐橋鐵道田口線的車站。在合併8年後的1964年（昭和39年），隨著豐橋鐵道的赤字愈來愈嚴重，因此決定廢除田口線。但是在1965年9月17日至18日之間受到颱風（颱風24號）吹襲，使清崎至三河田口之間不能通行，當時改為使用巴士代行（該區間在1966年（昭和41年）10月1日起暫停營運）。而包含該區間在內的田口線於1968年（昭和43年）9月1日全線廢除。但是在該天前的8月29日，由於再度受颱風（颱風10號）吹襲，使田峰站至清崎站之間的路線受損，因此在最後營業日，路線只能到達三河海老站。
在廢線後，田口線轉為巴士服務。截至2012年，該巴士服務為豐鐵巴士田口新城線。該巴士路線在設樂町清崎內設有「清崎」巴士站。車站遺址是在國道257號清崎路口南邊，路軌遺址變成了國道。站名牌在廢線後仍然存在，後來在1997年（平成9年）撤走。

## 車站構造
此站是地面車站，設有1面2線的島式月台，在兩個月台側邊還有各1條貨物側線。此站是有人車站。截至1956年（昭和31年），站內共有4人當值，包括站長。
此車站有一個較不尋常的地方。在靠近三河田口一方設有兩座場內號誌機。第二場內是在第三寒狹川橋樑，第一場內是在野野瀨川橋樑近車站範圍內。

## 使用狀況
在1957年度，乘車人次為61,000人（平均1日168人），當中約五成（31,000人）為定期票的乘客。在田口線11座車站中，為第五少人使用的車站。
在同一年度的貨運量方面，發送為2,190公噸，到達為1,524公噸。在田口線設有貨運業務的7座車站中，此站的貨運量排名第五。

## 相鄰車站
豐橋鐵道
田口線
長原前－清崎－（貨）大久賀多－（臨）鮎淵－三河田口

## 注腳
1. 1 2 3  《日本鐵道旅行地圖帳》7號，p.37-38
2. ↑  《鳳來町誌》田口鐵道史編，p.64
3. ↑  《鳳來町誌》田口鐵道史編，p.58-59
4. ↑  《角川日本地名大辭典》23，p490,1906-1907 和《設樂町誌》村落誌，p.364
5. ↑  《鳳來町誌》田口鐵道史編，p.152
6. ↑  《鳳來町誌》田口鐵道史編，p.161-162
7. ↑  《鳳來町誌》田口鐵道史編，p.166,186
8. ↑  《鳳來町誌》田口鐵道史編，p.186
9. ↑  Mapion電話帳 滝上バス停，2012年9月17日參閱
10. ↑  《新鉄道廃線跡を歩く》3，p133
11. ↑  《消えた轍》3，p.126
12. ↑  白井良和. . 鐵道畫刊 (鐵道圖書刊行會). 1986-03, (461): 59 （日语）.
13. ↑  《圖錄》，p.8
14. 1 2  《愛知縣統計年鑑》昭和34年版，p.386

## 相關項目
- 日本鐵路車站列表 Mi

- 日本鐵路車站列表 Ki